# Сосенский (Орловская область)
Сосенский — посёлок в Малоархангельском районе Орловской области, входит в состав муниципального образования Луковского сельского поселения.

## История
В 1961 году указом Президиума Верховного Совета РСФСР посёлок Подкабак переименован в Сосенский.

## Население
| 2010 |
| ---- |
| 0    |